# Còlit isabelí
El còlit isabelí o pàl·lid (Oenanthe isabellina) és una espècie d'ocell de la família dels muscicàpids (Muscicapidae) que habita planures àrides i deserts pedregosos des de Turquia, est d'Ucraïna, Orient Pròxim i el Caucas, cap a l'est, fins al nord del Pakistan, nord de la Xina i Mongòlia. El seu estat de conservació és de risc mínim.